# Attila Repka
Attila Repka (* 10. Januar 1968 in Miskolc) ist ein ungarischer Ringer. Er wurde 1992 Olympiasieger im griechisch-römischen Stil im Leichtgewicht.

## Werdegang
Attila Repka begann als Jugendlicher im Jahre 1978 mit dem Ringen. Er gehörte dem Sportclub Diósgyőr BC an und wurde von Jozsef Gutman trainiert. Er erlernte den Beruf eines Kochs, konzentrierte sich aber ab seinem 18. Lebensjahr, in dem er aufgrund seiner Erfolge in die ungarische Nationalmannschaft der Ringer aufgenommen worden war, nur mehr auf das Ringen. 1987 wurde er erstmals ungarischer Meister bei den Senioren im Leichtgewicht, nachdem er vorher schon mehrere ungarische Meistertitel als Junior gewonnen hatte. Als Junior rang er noch in beiden Stilarten (griechisch-römischer Stil und freier Stil), als Senior aber nur mehr im griechisch-römischen Stil.
Sein Debüt auf der internationalen Ringermatte gab er bei der Junioren-Europameisterschaft (Juniors = Altersgruppe bis zum 18. Lebensjahr) in Bologna in der Gewichtsklasse bis 65 kg Körpergewicht. Er belegte dabei den 7. Platz. Seinen ersten großen internationalen Erfolg erzielte er dann 1986 in Schifferstadt. Er wurde dort Junioren-Weltmeister (Juniors) in der Klasse bis 65 kg im griechisch-römischen Stil. Im Finale siegte er dabei über Johann Weingärtner aus Deutschland. In Schifferstadt startete er auch im freien Stil und kam dort hinter Eskender Tonsupow aus der Sowjetunion und Alexander Leipold aus Deutschland auf den 3. Platz. Eine weitere Medaille im Juniorenbereich gewann Attila Repka 1986 bei der Junioren-Europameisterschaft der Altersgruppe Espoirs (bis zum 20. Lebensjahr) in Lidköping. Er kam dort im Leichtgewicht im freien Stil hinter Kenschebek Omuralijew aus der UdSSR und Angel Sirakow aus Bulgarien und vor Georg Schwabenland aus Deutschland auf den 3. Platz.
1987 gab Attila Repka bei der Europameisterschaft in Tampere im griechisch-römischen Stil sein Debüt bei einer internationalen Meisterschaft bei den Senioren. Er kam dabei im Leichtgewicht auf den 6. Platz, wobei er den Kampf um den 5. Platz gegen Claudio Passarelli aus Deutschland mit 6:9 Punkten verlor. Bei der Weltmeisterschaft 1987 in Clermont-Ferrand erreichte er im Leichtgewicht den 9. Platz. 1988 gelang ihm dann bei der Europameisterschaft in Kolbotn/Norwegen der erste ganz große Erfolg bei den Senioren. Er wurde dort mit einem Sieg im Finale über Petrică Cărare aus Rumänien neuer Europameister im Leichtgewicht. Bei den Olympischen Spielen 1988 in Seoul konnte er aber die großen Erwartungen, die er als Europameister hegte, nicht erfüllen, denn er landete dort nur auf dem 8. Platz.
1989 konnte er bei der Europameisterschaft in Oulu im Leichtgewicht seinen Titelgewinn von 1988 wiederholen. Er besiegte dabei in den entscheidenden Kämpfen Ghani Yalouz aus Frankreich und im Finale Mnazakan Iskandarjan aus der Sowjetunion. Bei der Weltmeisterschaft 1989 in Martigny/Schweiz, bei der Claudio Passarelli den Titel gewann, verlor Attila Repka gegen Ghani Yalouz knapp mit 0:1 Punkten, konnte aber den Kampf um den 5. Platz gegen Nandor Sabo aus Jugoslawien klar mit 5:0 Punkten gewinnen. Bei der Europameisterschaft 1990 in Posen verlor Attila Repka das Poolfinale gegen Petrică Cărare und unterlag im Kampf um den 3. Platz auch gegen Ghani Yalouz. Eine Niederlage musste er bei der Weltmeisterschaft 1990 in Rom wieder im Poolfinale hinnehmen. Er unterlag dort gegen Islam Dugutschijew aus der Sowjetunion. Er konnte aber im Kampf um die WM-Bronzemedaille dieses Mal Petrică Cărare schlagen.
Bei der Europameisterschaft 1991 in Aschaffenburg konnte Attila Repka trotz einer Punktniederlage gegen Jannis Zamanduridis aus Deutschland in seinem Pool den 2. Platz erreichen und konnte deshalb wieder um die Bronzemedaille kämpfen. Dabei kam er zu einem Punktsieg über den Spanier Pedro Villuela. Bei der Weltmeisterschaft 1991 in Warna schied er aber schon früh aus und kam nur auf den 11. Platz. Bei der Europameisterschaft 1992 in Kopenhagen stand er im Finale seinem Dauerrivalen Ghani Yalouz gegenüber, der ihn schon nach 7 Sekunden überraschte und eine "Einser"-Wertung erzielte. Trotz aller Bemühungen konnte er im weiteren Kampfverlauf dieses 0:1 nicht mehr aufholen und verlor somit dieses Finale.
Zum absoluten Höhepunkt in der Laufbahn von Attila Repka wurden dann die Olympischen Spiele 1992 in Barcelona. Er stellte sich dort im Leichtgewicht in absoluter Topform vor und kam in seinem Pool zu Punktsiegen über Stojan Dobrew, Bulgarien (4:1), Nandor Sabo (10:1), Petrică Cărare (6:0), Ghani Yalouz (6:0) und Rodney Stacey Smith aus den Vereinigten Staaten (10:0). Insgesamt erzielte er in diesen fünf Kämpfen also ein Punkteverhältnis von 36:2. Auch im Endkampf war er gegen Islam Dugutschijew der dominierende Mann, obwohl sein Sieg mit 1:0 Punkten knapp ausfiel. Der verdiente Olympiasieg war ihm aber damit sicher. In der Fachzeitschrift Athletik (Nr. 9/1992, Seite 6) wird er als der beste Ringer des gesamten olympischen Ringerturniers im griechisch-römischen Stil bezeichnet.
Nach diesem großen Erfolg ließ es Attila Repka zunächst etwas ruhiger angehen. Dies zeigte sich bei der Europameisterschaft 1993 in Istanbul, wo er im Weltergewicht seinen ersten Kampf gegen den Finnen Michael Lyski verlor und unplatziert ausscheiden musste. Bei der Weltmeisterschaft 1993 war er gar nicht am Start.
Bei den nächsten drei internationalen Meisterschaften, bei denen er an den Start ging, war er aber wieder hervorragend vorbereitet. Bei der Europameisterschaft 1994 in Athen wurde er im Leichtgewicht mit einem knappen 4:3-Punktsieg im Endkampf über Ghani Yalouz wiederum Europameister. Auch bei der Weltmeisterschaft 1995 in Prag stand er im Endkampf, musste sich dort aber dem Überraschungsmann Rustam Adschy aus der Ukraine nach Punkten (2:6) geschlagen geben. 1996 wurde er dann in Budapest im Leichtgewicht zum vierten Mal Europameister, wobei er im Endkampf Alexander Tretjakow aus Russland sicher mit 3:0 Punkten besiegte. Zu einem Alptraum für ihn wurde dann aber im Jahre 1996 seine dritte Teilnahme bei Olympischen Spielen. In Atlanta verlor er im Leichtgewicht gegen Ryszard Wolny aus Polen (1:6) und gegen Valeri Nikitin aus Estland (0:2) jeweils nach Punkten und belegte damit nur den 22. und letzten Platz im Leichtgewicht. Danach beendete er seine internationale Ringerkarriere, in der er insgesamt gesehen enorm erfolgreich war.
Attila Repka ist auch in Deutschlands Ringerkreisen sehr gut bekannt, denn ab 1991 rag er in der deutschen Bundesliga mehrere Jahre lang für die Vereine KSC Germania Hösbach, KSV Elgershausen und AC Bavaria Goldbach.
Noch während seiner Ringerkarriere begann er eine Karriere als Politiker und wurde für seine Partei Fidesz (Bund junger Demokraten) 1994 und 1998 in die ungarische Nationalversammlung gewählt. Seit 2002 ist er nur mehr in der Kommunalpolitik tätig. Seit 2006 ist er Trainer der ungarischen Nationalmannschaft der Ringer im griechisch-römischen Stil.

## Internationale Erfolge
| Jahr | Platz | Wettbewerb                                  | Gewichtsklasse | Stil | Ergebnis |
| 1985 | 7.    | Junioren-EM (Juniors) in Bologna            | bis 65 kg KG   | GR   | Sieger: Waleri Nekljukow, UdSSR vor Józef Rosicki, Polen                                                                                |
| 1986 | 1.    | Junioren-WM (Juniors) in Schifferstadt      | bis 65 kg KG   | GR   | vor Johann Weingärtner, Deutschland, Grigori Tschinibailants, UdSSR u. Dražen Dodoš, Jugoslawien                                        |
| 1986 | 3.    | Junioren-WM (Juniors) in Schifferstadt      | bis 65 kg KG   | F    | hinter Eskender Tonsupow, UdSSR u. Alexander Leipold, Deutschland                                                                       |
| 1986 | 3.    | Junioren-EM (Espoirs) in Lidköping          | Leicht         | F    | hinter Kenschebek Omuralijew, UdSSR u. Angel Sirakow, Bulgarien, vor Georg Schwabenland, Deutschland                                    |
| 1986 | 4.    | Welt-Cup in Oak Lawns/USA                   | Leicht         | GR   | hinter Michail Elisarow, UdSSR, Andrew Seras, USA u. Alfredo Vicet, Kuba                                                                |
| 1987 | 3.    | FILA-Golden-Grand-Prix in Budapest          | Leicht         | GR   | hinter Petrică Cărare, Rumänien u. Lewon Julfalakjan, UdSSR, vor Sümer Kocak, Türkei u. Jerzy Kopański, Polen                           |
| 1987 | 6.    | EM in Tampere                               | Leicht         | GR   | hinter Aslaudin Abajew, UdSSR, Jerzy Kopański, Tapio Sipilä, Finnland, Petrică Cărare u. Claudio Passarelli, Deutschland                |
| 1987 | 5.    | Junioren-WM (Espoirs) in Burnaby/Kanada     | Leicht         | GR   | hinter Mnazakan Iskandarjan, UdSSR, Markus Pittner, Österreich, Wassil Atanasow, Bulgarien u. Lars Lagerborg, Schweden                  |
| 1987 | 9.    | WM in Clermont-Ferrand                      | Leicht         | GR   | Sieger: Aslaudin Abajew vor Nandor Sabo, Jugoslawien u. Jerzy Kopański                                                                  |
| 1987 | 8.    | FILA-Grand-Prix in Budapest                 | Leicht         | GR   | Sieger: Aslaudin Abajew vor Jerzy Kopański u. Petrică Cărare                                                                            |
| 1988 | 1.    | FILA-Grand-Prix-Gala in Budapest            | Leicht         | GR   | vor Joszef Miszaros, Ungarn |
| 1988 | 1.    | EM in Kolbotn/Norwegen                      | Leicht         | GR   | vor Petrică Cărare, Lars Lagerborg u. Tapio Sipilä                                                                                      |
| 1988 | 8.    | OS in Seoul                                 | Leicht         | GR   | Sieger: Lewon Julfalakjan vor Kim Sung-moon, Südkorea u. Tapio Sipilä                                                                   |
| 1989 | 3.    | Großer Preis von Deutschland in Bonn        | Leicht         | GR   | hinter Mnazakan Iskandarjan u. Claudio Passarelli, vor Petrică Cărare und Shin Sang-joon, Südkorea                                      |
| 1989 | 1.    | Ringer-Europameisterschaften 1989EM in Oulu | Leicht         | GR   | vor Mnazakan Iskandarjan, Jukko Loikkas, Finnland u. Ghani Yalouz, Frankreich                                                           |
| 1989 | 5.    | WM in Martigny/Schweiz                      | Leicht         | GR   | hinter Claudio Passarelli, Ghani Yalouz, Lewon Julfalakjan u. Alexis Jimenez, Kuba                                                      |
| 1990 | 3.    | Großer Preis von Deutschland in Saarbrücken | Leicht         | GR   | hinter Claudio Passarelli u. Ghani Yalouz, vor Lars Lageborg u. Petrică Cărare                                                          |
| 1990 | 4.    | EM in Posen                                 | Leicht         | GR   | hinter Islam Dugutschijew, UdSSR, Petrică Cărare u. Ghani Yalouz                                                                        |
| 1990 | 3.    | WM in Rom                                   | Leicht         | GR   | hinter Islam Dugutschijew u. Jannis Zamanduridis, Deutschland, vor Petrică Cărare u. Nandor Sabo                                        |
| 1991 | 3.    | EM in Aschaffenburg                         | Leicht         | GR   | hinter Kamandar Madschydau, UdSSR u. Marthin Kornbakk, Schweden, vor Pedro Villuela, Spanien u. Jannis Zamanduridis                     |
| 1991 | 11.   | WM in Warna                                 | Leicht         | GR   | Sieger: Islam Dugutschijew vor Marthin Kornbakk u. Stojan Dobrew, Bulgarien                                                             |
| 1992 | 2.    | Großer Preis von Deutschland in Kelheim     | Leicht         | GR   | hinter Claudio Passarelli, vor Ghani Yalouz, Petrică Cărare u. Terje Nord, Norwegen                                                     |
| 1992 | 2.    | EM in Kopenhagen                            | Leicht         | GR   | hinter Ghani Yalouz, vor Valeri Nikitin, Estland, Petrică Cărare u. Ryszard Wolny, Polen                                                |
| 1992 | Gold  | OS in Barcelona                             | Leicht         | GR   | mit Siegen über Stojan Stojanow, Bulgarien, Nandor Sabo, Petrică Cărare, Ghani Yalouz, Rodney Smith, USA u. Islam Dugutschijew          |
| 1993 | unpl. | EM in Istanbul                              | Welter         | GR   | nach einer Niederlage gegen Michael Lyski, Finnland                                                                                     |
| 1994 | 6.    | Großer Preis von Deutschland in Koblenz     | Welter         | GR   | hinter Beslan Tschagijew, Russland, Uladsimir Kapytau, Belarus, Erik Hahn, Deutschland, Jarosław Siuj, Polen u. Mirko Jahn, Deutschland |
| 1994 | 1.    | EM in Athen                                 | Leicht         | GR   | vor Ghani Yalouz, Islam Dugutschijew, Rustam Adschy, Ukraine u. Ryszard Wolny                                                           |
| 1995 | 1.    | Turnier in Linz                             | Leicht         | GR   | vor Petr Bielesz, Polen u. Fritz Weltert, Schweiz                                                                                       |
| 1995 | 2.    | WM in Prag                                  | Leicht         | GR   | hinter Rustam Adschy, vor Jannis Zamanduridis, Ryszard Wolny u. Tariel Melelaschwili, Georgien                                          |
| 1996 | 2.    | Großer Preis von Italien in Faenza          | Welter         | GR   | hinter Filiberto Ascuy Aguilera, Kuba, vor Erik Hahn u. Torbjörn Kornbakk, Schweden                                                     |
| 1996 | 1.    | EM in Budapest                              | Leicht         | GR   | vor Alexander Tretjakow, Russland, Ghani Yalouz, Valeri Nikitin u. Marko Yli-Hannuksela, Finnland                                       |
| 1996 | 22.   | OS in Atlanta                               | Leicht         | GR   | nach Niederlagen gegen Ryszard Wolny u. Valeri Nikitin                                                                                  |

## Ungarische Meisterschaften
Attila Repka wurde ungarischer Meister im griechisch-römischen Stil in den Jahren 1987, 1989, 1990, 1991, 1992, 1995 u. 1996 im Leichtgewicht, sowie 1993 und 1994 im Weltergewicht. Außerdem wurde er 1987 auch ungarischer Meister im freien Stil im Leichtgewicht.

## Erläuterungen
- GR = griechisch-römischer Stil, F = freier Stil
- OS = Olympische Spiele, WM = Weltmeisterschaft, EM = Europameisterschaft
- Leichtgewicht, damals bis 68 kg, Weltergewicht, damals bis 74 kg Körpergewicht